# Huby (województwo łódzkie)
Huby – wieś w Polsce położona w województwie łódzkim, w powiecie wieluńskim, w gminie Biała.
W latach 1975–1998 miejscowość administracyjnie należała do województwa sieradzkiego.
W 2011 roku liczba mieszkańców we wsi Huby wynosiła 311.